# Eruguera de Madagascar
L'eruguera de Madagascar (Ceblepyris cinereus) és una espècie d'ocell de la família dels campefàgids (Campephagidae).

## Hàbitat i distribució
Habita boscos, vegetació secundària i manglars a Madagascar.